# Similiparma
Similiparma is een geslacht van straalvinnige vissen uit de familie van rifbaarzen of koraaljuffertjes (Pomacentridae).